# 豆蔻酰化

肉豆蔻酸（1-十四烷酸）是豆蔻酰化中加到氨基酸残基上的基团

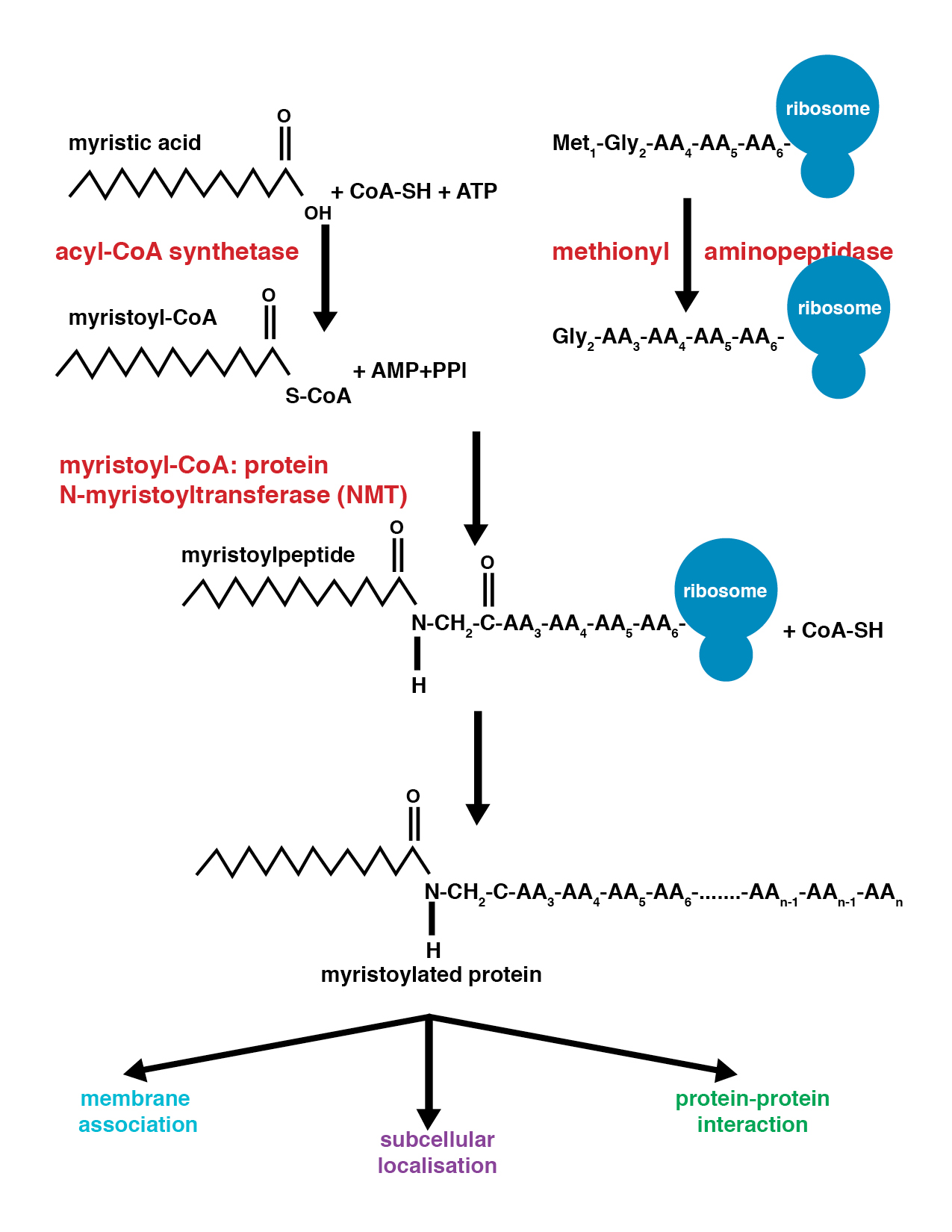
豆蔻酰化的过程：肉豆蔻酸和辅酶A通过乙酰辅酶A合成酶转化为肉豆蔻酸辅酶A，再通过N-豆蔻酰转移酶转移到新生成肽链N-末端的甘氨酸上，这种翻译后修饰方式称为“共翻译修饰”

豆蔻酰化（英語：Myristoylation）是一种蛋白质翻译后修饰方式，豆蔻酰基基团来自于肉豆蔻酸，共价结合到肽链N-末端甘氨酸残基的α-氨基上。肉豆蔻酸是一种14-碳饱和脂肪酸(14:0) ，或称为“正十四烷酸”（n-Tetradecanoic acid）。豆蔻酰化这种翻译后修饰方式被称为“共翻译修饰”（co-translationally），在细胞质中由N-豆蔻酰转移酶完成，是最常见的脂肪酰化反应，普遍存在于各种真核生物中，与蛋白-蛋白相互作用、蛋白-脂质相互作用有关。